# コリーナ・モラリュー
コリーナ・モラリュー（Corina Morariu、1978年1月26日 - ）は、アメリカ合衆国・ミシガン州デトロイト出身の女子プロテニス選手。
ダブルスの得意な選手で、1999年のウィンブルドン女子ダブルスと2001年の全豪オープン混合ダブルスで優勝した。自己最高ランキングはシングルス29位、ダブルス1位。WTAツアーでシングルス1勝、ダブルス13勝を挙げた。

## 来歴
モラリューの両親はルーマニア出身で、彼女の父親は神経科医の仕事に従事している。1994年にプロ入り。1996年4月にジャパン・オープンで初来日し、予選3試合を勝ち上がった後、本戦の2回戦で当時の日本の2番手だった沢松奈生子を 5-7, 6-3, 7-6 の逆転で破り、雉子牟田直子との準々決勝まで進出した。同大会では2年後の1998年に準優勝があるが、この時は決勝で日本のエース杉山愛に 3-6, 3-6 で敗れている。1999年にモラリューはダブルスで年間6勝を挙げ、ウィンブルドン女子ダブルスでリンゼイ・ダベンポートとペアを組んで4大大会初優勝を飾った。（ダベンポートはシングルス決勝でもシュテフィ・グラフを破って優勝したため、1999年のウィンブルドンは“単複2冠制覇”となった。）モラリューのダブルス6勝は、ウィンブルドンを含む3勝がダベンポートとのペアで、他の3勝の中には日本のジャパン・オープンの女子ダブルス部門もある。ジャパン・オープンの女子ダブルスは1999年と2000年の2年連続制覇を成し遂げた。
2001年の全豪オープンで、モラリューは女子ダブルス・混合ダブルスの2部門で決勝に進出し、エリス・フェレイラ（南アフリカ）と組んだ混合ダブルスで優勝した。ダベンポートと組んだ女子ダブルス決勝では、ビーナスとセリーナのウィリアムズ姉妹組に 2-6, 6-4, 4-6 で敗れて準優勝に終わった。
ところが、同年の5月にモラリューはドイツ・ベルリンの大会中に右足を捻挫して倒れてしまう。モラリューは急性骨髄性白血病の診断を下され、化学療法による治療を受けた。生死の境を乗り越えて、2002年8月から現役復帰を果たし、同年の全米オープン1回戦で再び4大大会にも姿を見せたが、第1シードのセリーナ・ウィリアムズに 2-6, 3-6 で完敗した。モラリューは2002年のWTAアワードのカムバック賞を受賞した。
2005年以後は活動をダブルスのみに絞ったが、全豪オープン女子ダブルスでは再びダベンポートとペアを組み、4年ぶり2度目の決勝に進出している。そこではロシアのスベトラーナ・クズネツォワとオーストラリアのアリシア・モリク組に 3-6, 4-6 で敗れ、2度目の準優勝に終わった。2006年度は女子ツアーのダブルスで2勝を挙げ、これでモラリューのダブルス優勝は「13勝」になった。
コリーナ・モラリューは2007年、全米オープン女子ダブルスのベスト8を最後に現役引退を表明した。現役最後の試合では、同じアメリカのメガン・ショーネシーとペアを組み、レネ・スタブス（オーストラリア）&クベタ・ペシュケ（チェコ）組に 2-6, 2-6 で敗れた。こうして彼女は、13年間のプロ生活に終止符を打った。

## WTAツアー決勝進出結果

### シングルス: 4回 (1勝3敗)
| 大会グレード         |
| -------------------- |
| グランドスラム (0–0) |
| ティア I (0–0)       |
| ティア II (0–0)      |
| ティア III (0–1)     |
| ティア IV & V (1–2)  |

| 結果   | No. | 決勝日        | 大会 | サーフェス | 対戦相手                       | スコア              |
| ------ | --- | ------------- | ---- | ---------- | ------------------------------ | ------------------- |
| 準優勝 | 1.  | 1997年5月4日  | ボル | クレー     | ミリヤナ・ルチッチ             | 5–7, 7–6(7), 6–7(5) |
| 準優勝 | 2.  | 1998年4月19日 | 東京 | ハード     | 杉山愛                         | 3–6, 3–6            |
| 準優勝 | 3.  | 1998年5月3日  | ボル | クレー     | ミリヤナ・ルチッチ             | 2–6, 4–6            |
| 優勝   | 1.  | 1999年5月2日  | ボル | クレー     | ジュリー・アラール＝デキュジス | 6–2, 6–0            |

### ダブルス: 20回 (13勝7敗)
| 結果   | No. | 決勝日         | 大会                 | サーフェス        | パートナー                     | 対戦相手                                                | スコア           |
| ------ | --- | -------------- | -------------------- | ----------------- | ------------------------------ | ------------------------------------------------------- | ---------------- |
| 準優勝 | 1.  | 1997年4月20日  | 東京                 | ハード            | ケリー＝アン・グース           | アレクシア・デショーム 平木理化                         | 4–6, 2–6         |
| 優勝   | 1.  | 1997年11月23日 | パタヤ               | ハード            | クリスティン・クンシェ         | フロレンシア・ラバト ドミニク・ファン・ルースト         | 6–3, 6–4         |
| 優勝   | 2.  | 1999年1月9日   | ゴールドコースト     | ハード            | ラリサ・ネーランド             | クリスティン・クンシェ イリナ・スピールリア             | 6–3, 6–4         |
| 優勝   | 3.  | 1999年4月18日  | 東京                 | ハード            | キンバリー・ポー               | ケリー＝アン・グース キャスリーン・バークレー           | 6–3, 6–2         |
| 優勝   | 4.  | 1999年6月14日  | バーミンガム         | 芝                | ラリサ・ネーランド             | イネス・ゴロチャテギ アレクサンドラ・フセ               | 6–4, 6–4         |
| 優勝   | 5.  | 1999年7月4日   | ウィンブルドン       | 芝                | リンゼイ・ダベンポート         | マリアン・デ・スウォート エレナ・タタルコワ             | 6–4, 6–4         |
| 優勝   | 6.  | 1999年8月1日   | スタンフォード       | ハード            | リンゼイ・ダベンポート         | アンナ・クルニコワ エレーナ・リホフツェワ               | 6–4, 6–4         |
| 優勝   | 7.  | 1999年8月8日   | サンディエゴ         | ハード            | リンゼイ・ダベンポート         | セリーナ・ウィリアムズ ビーナス・ウィリアムズ           | 6–4, 6–1         |
| 優勝   | 8.  | 2000年2月27日  | オクラホマシティ     | ハード (室内)     | キンバリー・ポー               | タマリネ・タナスガーン エレナ・タタルコワ               | 6–4, 4–6, 6–2    |
| 優勝   | 9.  | 2000年3月19日  | インディアンウェルズ | ハード            | リンゼイ・ダベンポート         | アンナ・クルニコワ ナターシャ・ズベレワ                 | 6–2, 6–3         |
| 優勝   | 10. | 2000年5月7日   | ボル                 | クレー            | ジュリー・アラール＝デキュジス | ティナ・クリザン カタリナ・スレボトニク                 | 6–2, 6–2         |
| 準優勝 | 2.  | 2000年5月14日  | ベルリン             | クレー            | アマンダ・クッツァー           | アランチャ・サンチェス・ビカリオ コンチタ・マルティネス | 6–3, 2–6, 6–7(7) |
| 優勝   | 11. | 2000年10月15日 | 東京                 | ハード            | ジュリー・アラール＝デキュジス | ティナ・クリザン カタリナ・スレボトニク                 | 6–1, 6–2         |
| 準優勝 | 3.  | 2001年1月26日  | 全豪オープン         | ハード            | リンゼイ・ダベンポート         | セリーナ・ウィリアムズ ビーナス・ウィリアムズ           | 2–6, 6–2, 4–6    |
| 準優勝 | 4.  | 2004年11月7日  | フィラデルフィア     | ハード (室内)     | リーゼル・フーバー             | リサ・レイモンド アリシア・モリク                       | 5–7, 4–6         |
| 準優勝 | 5.  | 2005年1月29日  | 全豪オープン         | ハード            | リンゼイ・ダベンポート         | スベトラーナ・クズネツォワ アリシア・モリク             | 3–6, 4–6         |
| 準優勝 | 6.  | 2005年2月6日   | 東京                 | カーペット (室内) | リンゼイ・ダベンポート         | ヤネッテ・フサロバ エレーナ・リホフツェワ               | 4–6, 3–6         |
| 優勝   | 12. | 2006年1月17日  | シドニー             | ハード            | レネ・スタブス                 | パオラ・スアレス ビルヒニア・ルアノ・パスクアル         | 6–3, 5–7, 6–2    |
| 優勝   | 13. | 2006年9月17日  | バリ                 | ハード            | リンゼイ・ダベンポート         | ナタリー・グランディン トゥルーディ・マスグレーブ       | 6–3, 6–4         |
| 準優勝 | 7.  | 2006年10月29日 | リンツ               | ハード (室内)     | カタリナ・スレボトニク         | リサ・レイモンド サマンサ・ストーサー                   | 3–6, 0–6         |

## 4大大会シングルス成績
略語の説明
| W | F | SF | QF | #R | RR | Q# | LQ | A | Z# | PO | G | S | B | NMS | P | NH |

W=優勝, F=準優勝, SF=ベスト4, QF=ベスト8, #R=#回戦敗退, RR=ラウンドロビン敗退, Q#=予選#回戦敗退, LQ=予選敗退, A=大会不参加, Z#=デビスカップ/BJKカップ地域ゾーン, PO=デビスカップ/BJKカッププレーオフ, G=オリンピック金メダル, S=オリンピック銀メダル, B=オリンピック銅メダル, NMS=マスターズシリーズから降格, P=開催延期, NH=開催なし.
| 大会           | 1996 | 1997 | 1998 | 1999 | 2000 | 2001 | 2002 | 2003 | 通算成績 |
| -------------- | ---- | ---- | ---- | ---- | ---- | ---- | ---- | ---- | -------- |
| 全豪オープン   | A    | 1R   | 2R   | 1R   | 1R   | 1R   | A    | A    | 1–5      |
| 全仏オープン   | LQ   | LQ   | 2R   | 1R   | 2R   | A    | A    | 2R   | 3–4      |
| ウィンブルドン | 1R   | 2R   | 3R   | 3R   | 1R   | A    | A    | 1R   | 5–6      |
| 全米オープン   | 1R   | 2R   | 1R   | 1R   | A    | A    | 1R   | 1R   | 1–6      |